# Serie A 1914 (pallapugno)
La Serie A di pallapugno 1914 è stata il terzo campionato italiano di pallapugno. Si è svolta nell'estate del 1914, terminando il 24 giugno, e la vittoria finale è andata per la terza volta consecutiva alla squadra di Mondovì, capitanata da Riccardo Fuseri, al suo terzo scudetto.

## Regolamento
Secondo i documenti reperibili le squadre iscritte disputarono tre incontri di qualificazione, due di recupero, uno spareggio, un girone finale e la finale. Tutti gli incontri si svolsero allo Sferisterio Umberto I di Torino.

## Squadre partecipanti
Parteciparono al torneo sei società sportive italiane, cinque provenienti dal Piemonte e uno dalla Liguria.
| Squadra           | Provenienza | Campionati di Serie A | Risultato 1913               |
| ----------------- | ----------- | --------------------- | ---------------------------- |
| Alba              | Piemonte    | 2                     | 2° in Serie A                |
| Castellinaldo     | Piemonte    | Esordio               | -                            |
| Cherasco/Dogliani | Piemonte    | Esordio               | -                            |
| Mondovì           | Piemonte    | 2                     | Campione d'Italia di Serie A |
| Sanremo           | Liguria     | 1                     | 6° in Serie A                |
| Torino            | Piemonte    | Esordio               | -                            |

## Formazioni
| Squadra           | Battitore       | Spalla             | Terzini                                     |
| ----------------- | --------------- | ------------------ | ------------------------------------------- |
| Alba              | Michele Revello | Pierino Bonsignore | Raimondo, Anselma                           |
| Castellinaldo     | Cicco Delpiano  | Teobaldo Cigliutti | Ravinale, Negro, Costa, Gili                |
| Cherasco/Dogliani | Dompé           | Pessina            | Bartolomeo Manfredi, Allocco, Fusina, Torta |
| Mondovì           | Riccardo Fuseri | Cocito             | Vincenzo Ferro, Stanislao Rossi             |
| Sanremo           | Milin Panizzi   | Pipetto Rembado    | Semiglia, Molle, Bensa, Giobatta            |
| Torino            | Domenico Gay    | G. Borgo           | Bevilacqua, Rasero                          |

## Torneo

### Qualificazioni
| giu. | Torino - Sanremo         | 11 - 9 |
| giu. | Alba - Cherasco/Dogliani | 9 - ?  |
| giu. | Mondovì - Castellinaldo  | 9 - ?  |

### Recuperi
| giu. | Sanremo - Castellinaldo           | 9 - ? |
| giu. | Cherasco/Dogliani - Castellinaldo | 9 - 7 |

### Spareggio recuperi
| giu. | Sanremo - Cherasco/Dogliani | 9 - ? |

### Girone finale
| giu. | Mondovì - Sanremo | 11 - 5 |
| giu. | Torino - Alba     | 11 - 7 |
| giu. | Mondovì - Alba    | 11 - 6 |

### Finale
| 24 giu. | Mondovì - Torino | 11 - 9 |

## Verdetti
- Mondovì Campione d'Italia 1914 (3º titolo)